# SwissICT
SwissICT  ist ein Fachverband der Schweizerischen Informations- und Kommunikationstechnologie. Er zählt etwa 2500 Mitglieder, darunter sowohl Unternehmen als auch Einzelpersonen aus der ICT-Branche. Der Verband verbindet ICT-Anbieter, -Anwender und -Fachkräfte. Er setzt sich für die Interessen der Branche ein, fördert den Informationsaustausch und engagiert sich für die Weiterentwicklung des ICT-Sektors in der Schweiz.

## Geschichte und Organisation
SwissICT ist im Jahr 2000 durch die Fusion zweier Verbände – Schweizerische Vereinigung für Datenverarbeitung (SVD, gegründet 1968) und Wirtschaftsinformatik-Fachverband (WIF, gegründet 1955) – entstanden.
Der Verband ist für alle in der ICT tätigen Personen sowie alle Unternehmungen offen. Unter den Mitgliedern befinden sich neben Einzelmitgliedern, kleinen und mittleren Unternehmen auch grosse ICT-Unternehmen ebenso wie ICT-Anwender mit vielen Beschäftigten in der Informatik-Abteilung, so Banken oder grosse Detailhandelsunternehmen.
Präsident des 11-köpfigen Vorstands ist Thomas C. Flatt. SwissICT verfügt über eine Geschäftsstelle, 20 Arbeits- und Fachgruppen und eine interdisziplinäre Expertenkommission.

## Aktivitäten und Leistungen
SwissICT bietet verschiedene Dienstleistungen und Aktivitäten an:
- Jährliche Publikation der ICT-Salärstudie (seit 1981)[3]
- Herausgabe des Standardwerks „Berufe der ICT“ (seit 1986)[4]
- Verleihung des Digital Economy Award (früher Swiss ICT Award) seit 2004[5]
- Organisation von Fachgruppen zu verschiedenen ICT-Themen[6]
- Durchführung von Veranstaltungen, Schulungen und Konferenzen